# ザ・スターボウリング
『ザ・スターボウリング』は、1983年9月3日から1998年12月18日までテレビ東京で放送されたゲームバラエティ番組である。

## 概要
毎回日本を代表するトッププロボウリング選手たちが出演していた番組で、ジャパンオープンや全日本プロ選手権などボウリング大会のTV決勝の模様、レギュラー放送ではプロ同士によるシングルス戦や、芸能人のボウリング愛好家やアイドルなどとコンビを組んでのチーム戦も行われていた。特にチーム戦では、優勝したチームには当時の東亜国内航空（現在の日本航空）提供の国内各地の往復航空券を賭けたチャレンジゲームも行われていた。
途中、解説役の矢島純一による「ジャンプアップボウリング」のコーナーが行われるようになった。「須田開代子の、ワンポイントレッスン」のコーナーが長く続いた。アシスタントは小森みちこ（トライアングル）。また、仲本工事司会期からは「ストライクだよ全員集合」が最初のコーナーになった。同コーナーでは、パネルゲームでボウリングピン数条件をクリアしないと賞品が貰えなかった。
観覧者は収録現場のボウリング場にたまたま居合わせた一般客で、彼らを集めて収録を行っていた。番組アシスタントには、毎年選ばれるボウリング協会選定のミス・ボウリング、及び準ミスが就いており、試合時のスコア記録、賞品授与などを1年間担当していた。
この番組終了後は週1回で放送されるボウリング番組は放送されていなかったが、2006年からは『ボウリング革命 P★League』（BS日テレ）が放送されている。

## 放送時間
いずれもテレビ東京の時間帯とする（出典：）
| 放送期間   | 放送期間   | 放送時間（日本時間）               |
| ---------- | ---------- | ---------------------------------- |
| 1983.09.03 | 1984.09.29 | 土曜 13:00 - 13:54（54分）         |
| 1984.10.06 | 1985.03.30 | 土曜 12:30 - 13:24（54分）         |
| 1985.04.06 | 1988.03.26 | 土曜 12:30 - 13:15（45分）         |
| 1988.04.04 | 1988.09.29 | 月曜 - 木曜 12:45 - 13:00（15分）  |
| 1988.10.03 | 1989.03.20 | 月曜 0:10 - 1:05（55分、日曜深夜） |
| 1989.04.03 | 1990.03.26 | 月曜 0:15 - 1:10（55分、日曜深夜） |
| 1990.04.02 | 1991.04.01 | 月曜 0:30 - 1:25（55分、日曜深夜） |
| 1991.04.09 | 1992.09.29 | 火曜 0:40 - 1:35（55分、月曜深夜） |
| 1992.10.05 | 1993.03.29 | 月曜 0:30 - 1:25（55分、日曜深夜） |
| 1993.04.02 | 1993.10.01 | 金曜 10:00 - 10:54（54分）         |
| 1993.10.11 | 1994.03.21 | 月曜 0:30 - 1:25（55分、日曜深夜） |
| 1994.03.31 | 1994.10.13 | 木曜 10:00 - 10:54（54分）         |
| 1994.10.17 | 1995.03.20 | 月曜 0:30 - 1:25（55分、日曜深夜） |
| 1995.03.30 | 1995.10.12 | 木曜 10:00 - 10:54（54分）         |
| 1995.10.16 | 1996.03.25 | 月曜 0:30 - 1:25（55分、日曜深夜） |
| 1996.03.25 | 1996.09.30 | 月曜 10:00 - 10:54（54分）         |
| 1996.10.07 | 1997.03.24 | 月曜 0:30 - 1:25（55分、日曜深夜） |
| 1997.03.31 | 1997.09.22 | 月曜 10:00 - 10:54（54分）         |
| 1997.09.29 | 1998.03.16 | 月曜 8:30 - 9:25（55分）           |
| 1998.04.03 | 1998.12.18 | 金曜 8:00 - 8:55（55分）           |

## 出演者

### 男性司会
- 湯原昌幸
- 大舘章
- 黒部幸英
- 鈴木ヤスシ
- 水島新太郎
- 仲本工事、轟二郎
- 海砂利水魚（上田晋也・有田哲平）
- パトリック・ハーラン（パックンマックン）
- 佳山明生

### 女性司会
- 清水由貴子
- 武田雅子
- 都木涼子、井上麻美
- 安藤あき子
- 新保あさ
- 小森みちこ

### 解説
- 須田開代子
- 西城正明
- 矢島純一
- 杉本勝子

### 常連芸能人
- 加納竜
- 新田純一
- 宮尾すすむ
- 斎藤清六
- 三波豊和
- 大沢逸美
- 桑田靖子
- 工藤兄弟
- 可愛かずみ
- 渋谷哲平
- 泉アキ
- ガダルカナル・タカ
- 野々村真
- あがりた亜紀

## 備考
- この番組には前身があり、3世代前には広川太一郎が司会の番組が、2世代前にはあのねのね（原田伸郎、清水國明）が司会の『ねのねのスターボウリング』が、1世代前には民謡歌手の金沢明子と元日本テレビアナウンサーの大舘章のちに志生野温夫が司会の『激突スターボウリング』があった。また倉敷保雄も、一時期この番組で実況アナウンサーをしていた。
- 1999年4月から同年9月までは、金曜8時30分から同じくテレビ東京で『エキサイトボウリング』が放送されていた。
- 1996年5月、バンダイビジュアルのビデオアニメ6作品の声優たちがこの番組に出演した。この時の大会のタイトルは「OVA最強スターボーリング」で、参加したチームは機動戦士ガンダム 第08MS小隊（速水奨、西村ちなみ）、スレイヤーズすぺしゃる（林原めぐみ、川村万梨阿、山崎たくみ）、シャーマニックプリンセス（松本梨香、紗ゆり）、魔法使いTai! （小西寛子、岩男潤子）、鉄腕バーディー（岩永哲哉、出渕裕）、MVP 卒業M E.M.U （緑川光、林延年、石川英郎、置鮎龍太郎、阪口大助）。本戦ではMVPが優勝し、予選上位2チームだけが出場した1ゲームマッチでは第08MS小隊が勝利。西村ちなみが大会の敢闘賞を受賞した。番組の終了後、2005年から2007年までテレビ東京系列のCS放送AT-Xで『花の声優界! スター☆ボウリング』が放送され、この番組のDVDソフトもリリースされている。なお、CS放送の番組の出演者はこの番組に出演したメンバーとは違い、若手の声優が多かった。
- 最終回では、番組のエンディング後に「本日で終了いたします」という旨のブルーバックを流すだけに留まった。
- 同一系列局によるボウリング番組として中山律子・パンチ佐藤が司会を務めた『中山ボウリング店』が（金曜 9:30 - 10:00）2003年4月11日から2004年3月26日まで、『BOWLING PARADISE』（日曜 7:00 - 7:30）が2005年10月2日から12月25日まで放送されていた。

## 公開録画が行われたボウリング場
- 田町ハイレーン
- 青葉台ボウル
- 相模原パークレーンズ
- 新横浜プリンスホテルボウリングセンター
- 厚木ツマダボウル
- フジ取手ボウル
- 宇都宮トーヨーボウル
- 品川プリンスホテルボウリングセンター
- 久米川ボウル
- 城山レイクボウル
- シチズンボウル（高田馬場）
- 浦和国際ボウル
- 寒川セントラルボウル
- 西東京レーン
- 新東京ダイヤモンドボウル
- 調布スポーツセンター
- イーグルボウル
- ドリームボウル
- からしまボウル
- ミリオンボール

## 放送局
番販ネット局も含む。一部の放送局については30分に編集されたものを放送。
- テレビ東京（制作局）
- テレビ北海道[注釈 2]：土曜 0:35 - 1:05（金曜深夜、1991年10月5日 - 10月26日） → 土曜 0:50 - 1:20（金曜深夜、1991年11月2日 - 1992年3月21日） → 土曜 0:40 - 1:10（金曜深夜、1992年3月28日のみ） → 土曜 0:45 - 1:15（金曜深夜、1992年4月4日 - 1994年4月2日） → 土曜 0:50 - 1:20（金曜深夜、1994年4月9日 - 9月24日） → 金曜 0:35 - 1:05（木曜深夜、1994年9月30日のみ） → 金曜 0:45 - 1:15（木曜深夜、1994年10月7日 - 1999年2月5日）[4]
- 中部日本放送 → テレビ愛知
- サンテレビ・KBS京都 → テレビ大阪
- テレビせとうち
- テレビ西日本 → TXN九州
- 青森放送
- テレビ岩手
- ミヤギテレビ
- 秋田テレビ
- 山形テレビ
- 福島テレビ
- 新潟総合テレビ
- 北日本放送 - 1983年11月14日開始から1984年9月24日までは月曜17:00 - 17:30に放送されていたが、1984年10月7日より日曜7:00 - 7:30に移動[5]し、1994年4月3日まで放送[6]。1994年時点では土曜 1:10 - 1:40[7]、1995年時点では金曜 0:50 - 1:20の放送となっていた[8]。
- 北陸放送（1983年10月3日よりネット開始。月曜 17:30 - 18:00にて放送[9]） → 石川テレビ[10]
- 長野放送（1989年3月時点で木曜 0:20 - 0:50）[11]
- 奈良テレビ
- 山陰放送
- 広島ホームテレビ
- テレビ山口
- 大分放送
- 宮崎放送
- 沖縄テレビ → 琉球放送

## テーマ曲

### オープニングテーマ
- SEA EXPRESS（MALTA、初期 - 中期） - アルバム『SUMMER DREAMIN'』に収録。オーメンズ・オブ・ラブ[ザ・スクエア]の時代もあり。
- HIGH TIME（T-SQUARE、末期） - アルバム『HUMAN』に収録。
- Fly A way HADDWAY

### エンディングテーマ
- オーバーチュア/ジョージ・デューク（初期）
- あなただけに（武田雅子）
- ラッキーチャンス使用曲は「♪リオの夢/高中正義」

## 企画・制作
- 企画：テレビ東京、株式会社ピーアール・ライフ
- 制作協力：社団法人日本プロボウリング協会、日本ボウリング場協会、株式会社ピーアール・ライフ、ACT
- 制作著作：テレビ東京